# عزلة وادي الأجبار (صنعاء)

تعديل مصدري - تعديل

عزلة وادي الإجبار هي إحدى عزل مديرية سنحان وبني بهلول في محافظة صنعاء اليمنية ويبلغ تعداد سكانها 11156 نسمة حسب التعداد السكاني في اليمن لعام 2004. ومن القرى التابعة للعزلة: الضبعات، بيت نمير، بيت حاظر، الحظيرة، سَحَر، الحصن، الحافة، الجوزة، الحُضْوَر، الحائط، ربد، هجرة قروان، الظهرة.

## روابط خارجية
- الجهاز المركزي للإحصاء بالجمهورية اليمنية
- المركز الوطني للمعلومات باليمن
- World Gazetteer:Yemen
- الدليل الشامل